# Бараона (провінція)
Бараона (ісп. Barahona) — провінція в Домініканській Республіці. Адміністративний центр її — місто Санта-Крус-де-Бараона.

## Географія
Провінція Бараона знаходиться на крайньому південному заході Домініканської Республіки і з півдня омивається водами Карибського моря.

## Історія
Територія домініканської провінції Бараона є одним з перших місць в Америці, куди ступила нога європейців (під час першої експедиції Христофора Колумба в 1492 році).
До 1958 року в її склад входила також і нинішня домініканська провінція Педерналес.

## Адміністративний поділ
Провінція територіально поділяється на 11 муніципій (municipios) і 11 муніципальних округів (distrito municipal — D.M.).
| №  | муніципій                                      | Населення, чол. (2012) |
| -- | ---------------------------------------------- | ---------------------- |
| 1  | Кабраль (Cabral)                               | 14 523                 |
| 2  | Ель-Пеньйон (El Peñón)                         | 3589                   |
| 3  | Енрикільйо (Enriquillo)                        | 10 254                 |
| 4  | Фундасіон (Fundación)                          | 5895                   |
| 5  | Хакімеєс (Jaquimeyes)                          | 4144                   |
| 6  | Ла-Киенага (La Ciénaga)                        | 8004                   |
| 7  | Лас-Салінас (Las Salinas)                      | 5956                   |
| 8  | Параїсо (Paraiso)                              | 14 472                 |
| 9  | Поло (Polo)                                    | 7144                   |
| 10 | Санта-Круз-де-Бараона (Santa Cruz de Barahona) | 138 159                |
| 11 | Вісенте Нобле (Vicente Noble)                  | 14 758                 |
|    | Всего                                          | 226 898                |